# アール・ディー・シー
株式会社アールディーシー（Restautrant Dramatic Company、RDC）は、埼玉県熊谷市に本部を置く外食関連事業を運営する小売業者。

## 概要
グループの代表的な業態である「がってん寿司」を始め、とんかつ業態、洋食業態、他多数のブランドで店舗を展開する。グループで日本各地に約200店舗を出店し、海外は中国・上海に８店舗、韓国・ソウル・プサンに２６店舗、ベトナム・ヴァンツーに１店舗香港に１店舗の直営店を展開する。国内外のフランチャイズ事業で2024年現在、約50店を展開する。直営とフランチャイズを合わせて約250店舗を擁する外食チェーン企業である。

## 沿革
- 1986年（昭和61年） - 有限会社アールディーシーとして設立
- 1987年（昭和62年） - がってん寿司を創業
- 1988年（昭和63年） - 株式会社アールディーシーに改組
- 2000年（平成12年） - 旧石原水戸屋ビルを買取りRDC熊谷ビルとして、新築でRDC研修センター、それぞれをがってん寿司熊谷店敷地内に開設。
- 2002年（平成14年） - 本部をRDC熊谷ビルに移転
- 2006年（平成18年） - 回転寿司業態の函太郎を運営する株式会社吉仙を子会社化
- 2007年（平成19年） - とんかつ業態のかつはな亭を運営する株式会社パルメを子会社化
- 2011年（平成23年） - 中国料理業態の老辺餃子舘を運営するシコー・トレード株式会社を子会社化
- 2013年（平成25年） - 新社屋を熊谷市に建設して移転
- 2014年（平成26年） - 株式会社パルメ、株式会社ハートリンクカンパニーを吸収合併
- 2016年（平成28年） - 株式会社ひな野を吸収合併
- 2017年（平成29年）
  - 株式会社アールディーシーを、株式会社アールディーシー、株式会社ケイディーアール、株式会社エフディーアール、に分割
  - グループ会社の株式会社吉仙を株式会社エイチケイアールへ、株式会社北関東アールディーシーを株式会社エヌエスアールへ、それぞれ社名変更
  - 居酒屋業態の北〇を運営する株式会社アオイダイニングを子会社化
- 2018年（平成30年） - 浦和レッドダイヤモンズ株式会社とプレミアムパートナー契約締結
- 2021年（令和3年） - 株式会社ケイディーアールが株式会社エフディーアールを吸収合併
- 2022年（令和4年） - 株式会社エイチケイアールが株式会社コンサドーレとクラブパートナー契約締結
- 2023年（令和5年） - 株式会社エイチケイアールが株式会社アオイダイニングを吸収合併
- 2025年（令和7年） - 株式会社アールディーシーが株式会社エヌエスアールを吸収合併

## ブランド

### 回転寿司
- グルメ回転寿司 がってん寿司
  - 注文により回転レーンの内側の板場にいる職人が握る。
- 磯のがってん寿司
- 匠のがってん寿司
- 新江戸前配膳寿司 がってん承知の助
- 江戸前がってん寿司
- グルメ回転寿司 函太郎
- 寿司海鮮処 函太郎
- 立喰い 函太郎
- 握り寿司 函太郎
- がってん寿司海鮮丼 小田原魚河岸直送

### とんかつ
- こだわりとんかつ かつ敏
- かつはな亭
- よ～いDON
- かつきち

### ラーメン
- 優勝軒
- 伏竜
- 麺や十兵衛

### レストラン・その他
- 市場場外がってん食堂大島屋
- ハンバーグ工房
- 旬菜食健 ひな野
- 羽釜炊きごはんとニッポンのおいしいブュッフェ ひな野
- ヴィラモウラ
- 老辺餃子舘
- Pizzeria AMORINO
- 北〇
- ヒナノ珈琲
- BROWN BUTTER
- がってんカルビ

## アールディーシーグループ
- 株式会社RDCホールディングス - RDC・HK-R・優勝軒の持株会社
- 株式会社アールディーシー - グループ会社の統括・管理
- 株式会社ジーエスアール (GS-R / Gatten Sushi of RDC) - 「がってん寿司」「承知の助」等の運営
- 株式会社ケイディーアール (KD-R / Katsu ＆ Dining of RDC) - 「かつ敏」「かつはな亭」「ひな野」等の運営
- 株式会社エイチケイアール (HK-R / Hakodate Kantarou of RDC) - 北海道・東北・関東・関西で「函太郎」「かつきち」「Pizzeria AMORINO」「北〇」等の運営
- 株式会社優勝軒 - 「優勝軒」「伏竜」等の運営
- 株式会社がってんコリア - 韓国で「がってん寿司」等の運営
- 上海合点寿司餐飲管理有限公司 - 上海・蘇州で「がってん寿司」等の運営

## 不祥事
- 2010年（平成22年）9月から12月にかけてがってん寿司をはじめとする同社70店舗で、無菌ではないカキを同社のチラシやポスターなどに「無菌」と違法に表示していたことが発覚し、消費者庁は2011年（平成23年）10月28日に景品表示法違反（優良誤認）で排除措置を命令した[1]。

## テレビ番組
- 日経スペシャル カンブリア宮殿 人気の"グルメ系"回転寿司チェーン 女性目線で大改革！（2017年11月16日、テレビ東京）[2]